# Nazmi Gripshi
Nazmi Gripshi (Durazzo, 5 luglio 1997) è un calciatore albanese, centrocampista dell'Astana.

## Carriera

### Club
Cresciuto nelle giovanili del Teuta, fa il suo esordio nella massima serie albanese nel 2015.
Nel primo turno della UEFA Champions League 2022-2023 segna contro lo Žalgiris il suo primo gol nella competizione ed anche il primo gol del Ballkani nella competizione.

### Nazionale
Esordisce con la maglia della nazionale albanese Under-21 il 27 marzo 2017 nella partita amichevole, vinta per 2 a 0 contro la Moldavia Under-21.

## Statistiche

### Presenze e reti nei club
Statistiche aggiornate al 26 luglio 2025.
| Stagione          | Squadra           | Campionato        | Campionato | Campionato | Coppe nazionali | Coppe nazionali | Coppe nazionali | Coppe continentali | Coppe continentali | Coppe continentali | Altre coppe | Altre coppe | Altre coppe | Totale | Totale |
| Stagione          | Squadra           | Comp              | Pres       | Reti       | Comp            | Pres            | Reti            | Comp               | Pres               | Reti               | Comp        | Pres        | Reti        | Pres   | Reti   |
| ----------------- | ----------------- | ----------------- | ---------- | ---------- | --------------- | --------------- | --------------- | ------------------ | ------------------ | ------------------ | ----------- | ----------- | ----------- | ------ | ------ |
| gen.-giu. 2015    | Teuta             | KS                | 2          | 0          | CA              | 0               | 0               | -                  | -                  | -                  | -           | -           | -           | 2      | 0      |
| 2015-2016         | Teuta             | KS                | 14         | 2          | CA              | 3               | 2               | -                  | -                  | -                  | -           | -           | -           | 17     | 4      |
| 2016-gen. 2017    | Teuta             | KS                | 19         | 1          | CA              | 2               | 1               | UEL                | 2                  | 0                  | -           | -           | -           | 23     | 2      |
| Totale Teuta      | Totale Teuta      | Totale Teuta      | 35         | 3          |                 | 5               | 3               |                    | 2                  | 0                  |             | -           | -           | 42     | 6      |
| gen.-giu. 2017    | Skënderbeu        | KS                | 10         | 1          | CA              | 3               | 0               | -                  | -                  | -                  | SA          | -           | -           | 13     | 1      |
| 2017-2018         | Skënderbeu        | KS                | 9          | 1          | CA              | 6               | 1               | UEL                | 0                  | 0                  | -           | -           | -           | 15     | 2      |
| 2018-2019         | Skënderbeu        | KS                | 34         | 2          | CA              | 5               | 2               | -                  | -                  | -                  | SA          | 1           | 0           | 40     | 4      |
| 2019-2020         | Skënderbeu        | KS                | 36         | 8          | CA              | 5               | 0               | -                  | -                  | -                  | -           | -           | -           | 41     | 8      |
| Totale Skënderbeu | Totale Skënderbeu | Totale Skënderbeu | 89         | 12         |                 | 19              | 3               |                    | 0                  | 0                  |             | 1           | 0           | 109    | 15     |
| 2020-2021         | Ballkani          | SL                | 31         | 6          | CK              | 1               | 0               | -                  | -                  | -                  | -           | -           | -           | 32     | 6      |
| 2021-2022         | Ballkani          | SL                | 32         | 3          | CK              | 1               | 0               | -                  | -                  | -                  | -           | -           | -           | 33     | 3      |
| 2022-2023         | Ballkani          | SL                | 26         | 0          | CK              | 1               | 0               | UCL+UECL           | 2+8                | 1+1                | SK          | 1           | 0           | 38     | 2      |
| 2023-2024         | Ballkani          | SL                | 31         | 15         | CK              | 4               | 2               | UCL+UECL           | 2+12               | 0+3                | SK          | 1           | 0           | 50     | 20     |
| Totale Ballkani   | Totale Ballkani   | Totale Ballkani   | 120        | 24         |                 | 7               | 2               |                    | 24                 | 5                  |             | 2           | 0           | 153    | 31     |
| 2024              | Astana            | PL                | 12         | 6          | CK+CdL          | 0+2             | 1               | UECL               | 10                 | 2                  | SK          | 0           | 0           | 24     | 9      |
| 2025              | Astana            | PL                | 18         | 9          | CK+CdL          | 0+0             | 0               | UECL               | 1                  | 0                  | SK          | 0           | 0           | 19     | 9      |
| Totale Astana     | Totale Astana     | Totale Astana     | 30         | 15         |                 | 2               | 1               |                    | 11                 | 2                  |             | 0           | 0           | 43     | 18     |
| Totale carriera   | Totale carriera   | Totale carriera   | 274        | 54         |                 | 33              | 9               |                    | 37                 | 7                  |             | 3           | 0           | 346    | 70     |

## Palmarès

### Club

#### Competizioni nazionali
- Campionato albanese: 1

Skënderbeu: 2017-2018
- Campionato kosovaro: 3

Ballkani: 2021-2022, 2022-2023, 2023-2024
- Coppa d'Albania: 1

Skënderbeu: 2017-2018
- Coppa del Kosovo: 1

Ballkani: 2023-2024
- Supercoppa d'Albania: 1

Skënderbeu: 2018
- Supercoppa del Kosovo: 1

Ballkani: 2023

### Individuale
- Capocannoniere della Coppa del Kosovo: 1

2023-2024 (6 reti)